# Вольо-Нтем
Вольо-Нтем (на френски: Woleu-Ntem) е една от деветте провинции в Габон. Покрива площ от 38 465 km². Общински център на провинцията е Ойем. Населението е 154 986 жители (по преброяване от октомври 2013 г.). Дъждовната гора обхваща по-голямата част от района, което обяснява ниската гъстота на населението (4,03 души/км²). Източната част на провинцията е почти напълно незаселена с изключение на малки групи Пигмеи, което улеснява създаването на Национален парк Минкебе.
Вольо-Нтем граничи с Камерун, Конго и Екваториална Гвинея. В Габон граничи със следните провинции:
- Естуар – на югозапад
- Моаян Огоуе – на юг
- Огоуе-Ивиндо – на югоизток

## Департаменти
Провинция Вольо-Нтем е разделена на 5 департамента (окръжните градове са посочени в скоби):
- О Комо (Ндинди)
- О Нтем (Медуньо)
- Нтем (Битам)
- Окано (Митзик)
- Вольо (Ойем)